# Hypoxylon duranii
Hypoxylon duranii är en svampart som beskrevs av J.D. Rogers 1985. Hypoxylon duranii ingår i släktet Hypoxylon och familjen kolkärnsvampar.   Inga underarter finns listade i Catalogue of Life.